# تشاه تششمة
تشاه تششمة (بالإنجليزية: Chah-e Cheshmeh)‏ هي مستوطنة تقع في Howmeh Rural District في إيران.